# Artefacto naval
Artefacto naval es la construcción flotante que carece de propulsión propia, que opera en el medio marino, auxiliar o no de la navegación.
En el evento de que ese artefacto naval se destine al transporte con el apoyo de una nave, se entenderá el conjunto como una misma unidad de transporte.
- Datos: Q5706764